# لوحة المرة الواحدة

مقتطفات من لوحة لمرة واحدة

في علم التعمية، لوحة المرة واحدة (بالإنجليزية: One-time pad)‏ هي نوع من التعمية الذي ثبت أن من المستحيل كسره إذا ما استخدم بشكل صحيح. يعمَّى كل بت أو حرف من نص صريح (غير معمى) بوساطة جمع نمطي حسابيات نمطية مع بت أو حرف من مفتاح عشوائي سري (أو لوحة) بنفس طول النص الصريح، لينتج النص المعمى. إذا كان المفتاح عشوائي حقا، كبير، بقدر أو أكبر من النص الصريح، ولا يعاد استخدامه كليا أو جزئيا، ويبقى سريا، فمن المستحيل كسر أو فك تعمية النص المعمى من دون معرفة المفتاح. وقد ثبت أيضا أن أي شفرات سرية مثالية يجب ان تستخدم مفاتيح بنفس شروط مفتاح لوحة المرة الواحدة. ومع ذلك، منعت مشاكل عملية لوحة المرة الواحدة من أن تستخدم على نطاق واسع. وصفه لأول مرة (فرانك ميلر) Frank Miller سنة 1882, أعيد اختراع التعمية بلوحة المرة الواحدة في سنة 1917 وحصل على براءة اختراع بعد سنتين. وهو مستمد من شفرة فيرنام، سميت لاحقا،جلبرت فيرنام، أحد مخترعيها. كان نظام فيرنام تعمية تجمع بين الرسالة ومفتاح يقرأه من شريط مثقب شريط مثقب. 

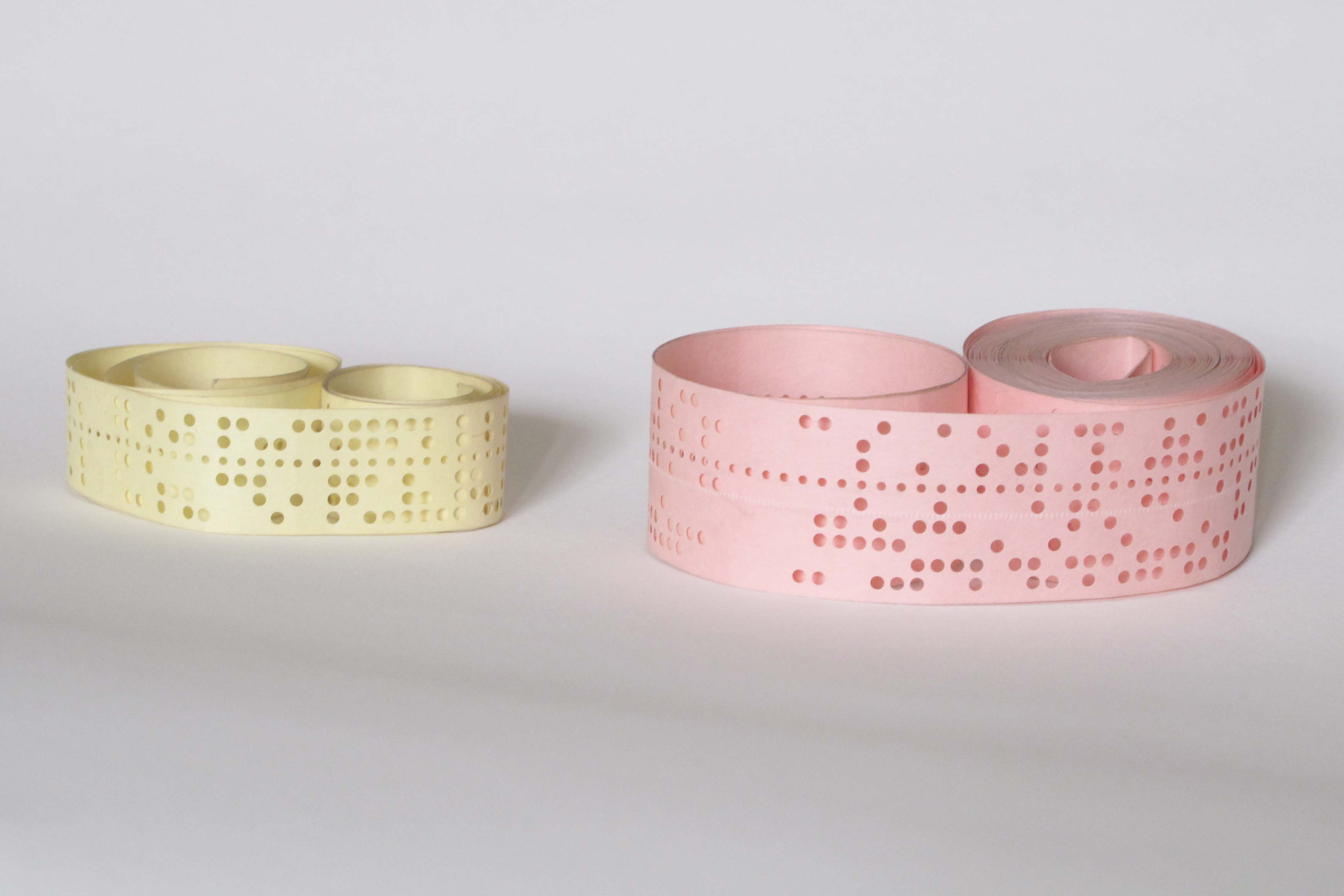
شريط ورقب مثقب بعرض ثمانية ثقوب و خمسة ثقوب

 كان نظام فيرنام في شكله الأصلي ضعيفا، لأن الشريط المفتاح كان حلقة (loop)، يعاد استخدامها كلما تتم الحلقة دورة كاملة. استخدام المرة الواحدة جاء في وقت قريب لاحق، عندما أقر جوزيف موبورن Joseph Mauborgne بأن إذا كان الشريط المفتاح عشوائيا تماما، فأن تحليل الشفرة سيكون مستحيلا. تظهر الصور لوحات حصلت عليها الاستخبارات السوفييتية لجنة أمن الدولة (الاتحاد السوفيتي) التي يمكن وضعها في كف يد واحدة. أو في قشرة جوزة. لزيادة الأمن، طبعت لوحات المرة الواحدة في بعض الأحيان على ورقة من نيتروسيليلوز نيتروسيليلوز سريعة الاشتعال.

## أصل التسمية
جزء من الاسم «لوحة» "Pad", جاء من التطبيقات المبكرة، حيث يتم توزيع المفتاح على شكل لوحة من الورق، وبالتالي فإن الورقة يمكن تمزيقها بسهولة وتدمر بعد الاستعمال. لسهولة إخفائها، تصغر اللوحة أحيانا إلى حجم صغير بحيث يستلزم استعمال العدسة المكبرة لقراءتها.

## امان

### الامان المثالي
طريقة التعمية هذه آمنة جدا بشرط أن استخدام المفتاح يكون لمرة واحدة فقط وهي تستخدم من أكبر مجموعة للارقام والحروف لغرض الحماية، فقد برهن شانون انه في حالة استخدام المفتاح مرة واحدة فإن هذه الطريقة لا يمكن خرقها أي لا توجد خوارزمية أو أي طريقة أخرى، يمكنها ان تسترجع الرسالة أو أي جزء منها، باعطائها الرسالة المعماة فقط . لاحظ ان هذا النظام آمن ضد الهجمات على الرسالة المعماة، فحتى لو استطاع المهاجم الحصول على الرسالة المعماة والرسالة الصريحة فانه لن يحصل على المفتاح لأنه لن يتكرر. من أساليب التعمية التي تستخدم مفتاح المرة الواحدة هو التعمية التدفقية

### المساوئ
في كل نظام يراد أن يكون أمانه مثاليا، يجب أن يمتلك مفتاحا، بطول الرسالة على الاقل (نظرية شانون), ما يعني اننا لو أرسلنا رسالة طويلة جدا، سعتها 1 تيرابايت حينها سنحتاج ل-1 تيرابايت اضافية، لنشفر المعلومات وهو امر غير عملي بالاخص على الحواسيب، كما ان استخدام المفتاح مرة واحدة كل مرة، وهو امر ضروري، يجعل هذا النظام غير عملي لانه يجب استخدام مولد المفاتيح Key generator كل مرة وهذا يستهلك وقتا كثيرا.